# Witterungsbereinigung
Der Heizenergieverbrauch wird von Jahr zu Jahr durch unterschiedliche klimatische Bedingungen beeinflusst.
Um den Heizenergieverbrauch unterschiedlicher Jahre oder unterschiedlicher Standorte vergleichen zu können, müssen die Energieverbräuche witterungsbereinigt werden. Hierzu werden die Gradtagszahlen eines Vergleichszeitraums in Relation gesetzt und ein Klimakorrekturfaktor (GTZReferenzjahr/GTZJahr) ermittelt.
In Deutschland existieren hierzu zwei Verfahren:
- Nach der alten VDI 3807 Blatt 1 (1994) wurden die Heizgrenztemperatur und die Innentemperatur jeweils mit 15 °C angenommen
- Nach VDI 2067 Blatt 1 wird die Rauminnentemperatur mit 20 °C  und die Heizgrenztemperatur mit 15 °C, dies findet ebenfalls wieder in der VDI 3807 Blatt 1 (2013) und der Energieeinsparverordnung 2007 seine Anwendung.

Für langjährige Vergleiche greift die VDI 3807 (2013) auf den Mittelwert der Jahre 1961–1990 von Würzburg zurück, diese Gradtagszahl beträgt 3883 Kd/a.

## Beispiel für die Anwendung
Nach einer Renovierungsmaßnahme beträgt der Heizenergieverbrauch noch 75 % des Vorjahresverbrauches.
Die Gradtagszahl für das Vorjahr betrug 3200 Kd/a und beträgt jetzt 3000 Kd/a. Der Korrekturfaktor berechnet sich mit 3200/3000 = 1,066. Der tatsächliche Energieverbrauch ist also vermutlich etwas höher, nämlich 75 % multipliziert mit dem Korrekturfaktor von 1,066 = 80 %. Folglich ergibt sich eine witterungsbereinigte Einsparung von nur 20 % statt der tatsächlich gemessenen 25 % nach der Renovierung.
Jetzt soll in einem verbrauchsbasierten Energieausweis der Heizenergieverbrauch am Standort für Deutschland normiert werden, um einen bundesweiten Vergleich zu ermöglichen. Der Referenzwert hierfür beträgt 3667 (Potsdam, Testreferenzjahr TRY11). Der Korrekturfaktor beträgt also 3667/3000 = 1,222, mit dem der tatsächliche Verbrauch beaufschlagt werden muss.